# Haliclona divulgata
Haliclona divulgata är en svampdjursart som beskrevs av Koltun 1964. Haliclona divulgata ingår i släktet Haliclona och familjen Chalinidae. Inga underarter finns listade i Catalogue of Life.